# Морошечная
Морошечная (Анава, Морошка) — река на полуострове Камчатка в России.
Длина реки — 270 км. Площадь водосборного бассейна — 5450 км². Протекает по территории Тигильского района Камчатского края. Впадает в Охотское море.
Современное название реки появилось на карте И. Б. Евреинова в 1722 году. До этого в донесениях казаков упоминалась как Нана, Нанок, Нанык, Аннанок. Ительменское название — Анауан-ких (Анауан).
В 1994 году река была включена в перечень водно-болотных угодий международного значения, подпадающих под действие Рамсарской конвенции.

## Притоки
Объекты перечислены по порядку от устья к истоку.
- 14 км: Пхын
- 19 км: Кокенен
- 21 км: Пайка
- 32 км: Кекенен
- 42 км: Гаванка
- 48 км: Фчун, Куэчен
- 61 км: Кунун
- 83 км: река без названия
- 94 км: Калнето
- 96 км: река без названия
- 114 км: Кепен
- 120 км: река без названия
- 128 км: река без названия
- 136 км: река без названия
- 137 км: Ушх (Кекук)
- 146 км: река без названия
- 149 км: река без названия
- 150 км: река без названия
- 158 км: Нейпалкн
- 182 км: река без названия
- 190 км: река без названия
- 235 км: Нюлкандя

## Данные водного реестра
По данным государственного водного реестра России относится к Анадыро-Колымскому бассейновому округу. Код водного объекта — 19080000212120000031147.